# Liste de musées de véhicules hippomobiles
Pendant des siècles, les voitures tirées principalement par des chevaux, mais aussi des ânes, des mulets, des bœufs, ou d’autres animaux ailleurs dans le monde, ont constitué le seul moyen de transport terrestre pour les marchandises et les personnes. Leurs formes et leurs caractéristiques, en fonction de leur utilisation, ont été variées à l’infini. Il était donc naturel que des collections et des musées aient été constitués pour préserver les exemplaires subsistants. Beaucoup de pièces remarquables sont conservées dans des bâtiments, monuments ou musées non spécifiques. Cette liste recense les principales collections exclusivement dédiées aux véhicules hippomobiles.

## Europe

### Allemagne
- Marstallmuseum, palais de Nymphenburg, Munich

### Autriche
- Wagenburg - Musée des voitures hippomobiles, palais de Schönbrunn, Vienne

### Belgique
- Musée hippomobile, Musées royaux d’Art et d’Histoire, Parc du Cinquantenaire, Bruxelles
- Rijtuigmuseum Bree (nl)

### Espagne
- Museu de Carrosses funebres, Barcelone

### France
« En vertu de la loi européenne de 1992 sur la circulation des biens culturels, les véhicules à traction hippomobile antérieurs à la Seconde Guerre mondiale ont désormais le statut de biens culturels. »
- Château de Villesavin, les anciennes écuries du château abritent une importante collection de voitures hippomobiles et d'enfants, toutes datées du XIXe siècle[2],[3].
- Musée des carrosses de Versailles[4]
- Musée Au temps des calèches, Bourg (Gironde)
- Musée du cheval, château Lanessan, Cussac-Fort-Médoc (Gironde)[5]
- Musée du cheval de trait, Sacy-le-grand (Oise) (Hauts-de-France) (Picardie)
- Musée des calèches, Apremont-sur-Allier (Cher)
- Musée Au temps jadis, Martegoutte-Guillebot, Saint-Auvent (Haute-Vienne)
- Musée de l’hippomobile André Clament, Le Fleix (Dordogne)
- Musée national de la voiture et du tourisme à Compiègne[6]; « Le Musée national de la Voiture conserve une collection exceptionnelle de véhicules hippomobiles du XVIIe au début du XXe siècle ».
- Musée du conservatoire breton de la voiture hippomobile, Plouay (Morbihan)
- Musée de la voiture à cheval, Marcigny (Saône-et-Loire)[7],[8].
- Musée de la voiture à cheval, Les Épesses (Vendée)
- Musée de l’attelage et du cheval, Sérignan (Hérault)
- Musée de l'Attelage et du corbillard Yvan Quercy, Cazes-Mondenard (Tarn-et-Garonne)

### Grande-Bretagne
- Tyrwhitt-Drake Carriage Museum, Maidstone, Kent

### Italie
- Musée hippomobile, Palais Farnèse, Plaisance
- Musée hippomobile, Palais Pitti, Florence
- Musée hippomobile, Villa Pignatelli, Naples

### Portugal
- Musée national des carrosses (Museu nacional dos coches) de Lisbonne
- Musée des voitures à cheval Geraz do Lima, Viana do Castelo
- Palais national de Mafra

### Luxembourg
- Musée des calèches de Peppange, Roeser

### Suisse
- Musée de la calèche, Territet, canton de Vaud.
- Manège du Vanel, musée hippomobile, Genevey-sur-Coffrane

### Vatican
- Musée des voitures (hippomobiles et automobiles) utilisées par les papes et les cardinaux.

## Amérique du Nord

### Canada
- Musée de la voiture à cheval Remington, Cardston, Alberta
- Musée des voitures à chevaux de Colombourg, Macamic, Québec
- Musée Onil Corniveau, Saint-Vallier, Québec

### États-Unis
- Carriage Museum, Long Island Museum
- Carriage and Western art museum, Santa Barbara, Californie
- Northwest carriage museum, Raymond, Washington
- Wesley Jung carriage museum, Wade House, Wisconsin